# Апонии
Апониите (gens Aponia) са фамилия от късната Римска република.
Известни от фамилията са:
- Луций Апоний, конник, през 14 г. придружава младия Друз
- Квинт Апоний, командва войска при командир Гай Требоний, офицер на Юлий Цезар през 46 пр.н.е.
- Апоний Сатурнин, сенатор, претор по времето на Калигула
- Марк Апоний Сатурнин, суфектконсул 57 и 66 г.; управител на Мизия 69 г.
- Апоний, писател 405 – 415 г.